# ハウスの罠
「ハウスの罠」（ハウスのわな、原題: The Doctor's Wife）は、イギリスのSFドラマ『ドクター・フー』の第6シリーズ第4話。2011年5月14日にイギリスとアメリカ合衆国で初放送された。ニール・ゲイマンが脚本を、リチャード・クラークが監督を担当した。
本作ではハウス（声:マイケル・シーン）と呼ばれる存在が異星人のタイムトラベラー11代目ドクター（演:マット・スミス）と彼のコンパニオンのエイミー・ポンド（演:カレン・ギラン）とローリー・ウィリアムズ（演:アーサー・ダーヴィル）を騙し、苦痛のメッセージを送ることでドクターのタイムマシンであるターディスを呼び寄せ、宇宙の外にある天体ハウスに誘い込む。ハウスはターディスのマトリックスを除去してそれを女性イドリス（演:サランヌ・ジョーンズ）の肉体に挿入する。イドリスはドクターに協力し、ターディスを使ってポケット宇宙からの脱出を目論むハウスを止めようとする。
「ハウスの罠」は元々第5シリーズのエピソードとしての製作が意図されていたが、予算の問題で先延ばしにされた。ゲイマンは何度も台本を改訂し、製作が合うように登場人物や出来事を追加・除去した。本作は2010年秋に撮影され、子供向け番組『ブルー・ピーター』のコンテスト優勝者がデザインした間に合わせのターディスのコントロールルームが登場した。本作はイギリスで797万人の視聴者と批評家からの肯定的なレビューを獲得し、特にジョーンズの演技が絶賛された。本作は2011年レイ・ブラッドベリ賞と2012年ヒューゴー賞映像部門短編部門を受賞した。

## 連続性
ドクターはコントロールルームの見た目の変化をデスクトップのテーマの変更になぞらえており、これは5代目ドクターが Time Crash（2007年）でしていたものと同じ例えである。Inferno（1970年）での3代目ドクターと同様に、ドクターとイドリスはターディスの外殻なしでコンソールを操縦している。ドクターは加速のためにターディスの部屋を燃やしており、これは Logopolis（1981年）や Castrovalva（1982年）でも行ったことである。ドクターはタイムロード全員を殺害したことを認めており、これはタイム・ウォーのことを暗に示している。The War Games（1969年）で2代目ドクターは本作に登場したものと同様のキューブを使ってタイムロードとコンタクトを取っている。ドクターは自身のことを「ボックスの中に居る本物の変人だ」と紹介しており、これは「11番目の時間」でのエイミーに対する答えを反映したものである。ドクターはネフューに対し "another Ood I failed to save"（字幕では「気の毒だったな」、吹替では「気の毒なことをした」）と述べている。第2シリーズ「地獄への扉」でドクターは時間がなくウードを救えなかったと述べていた。イドリスの不可解な言葉 "the only water in the forest is the river"（日本語版では「森にある唯一の水は川」）は、第6シリーズ中盤のフィナーレ「ドクターの戦争」で説明された。

## 製作

### 脚本

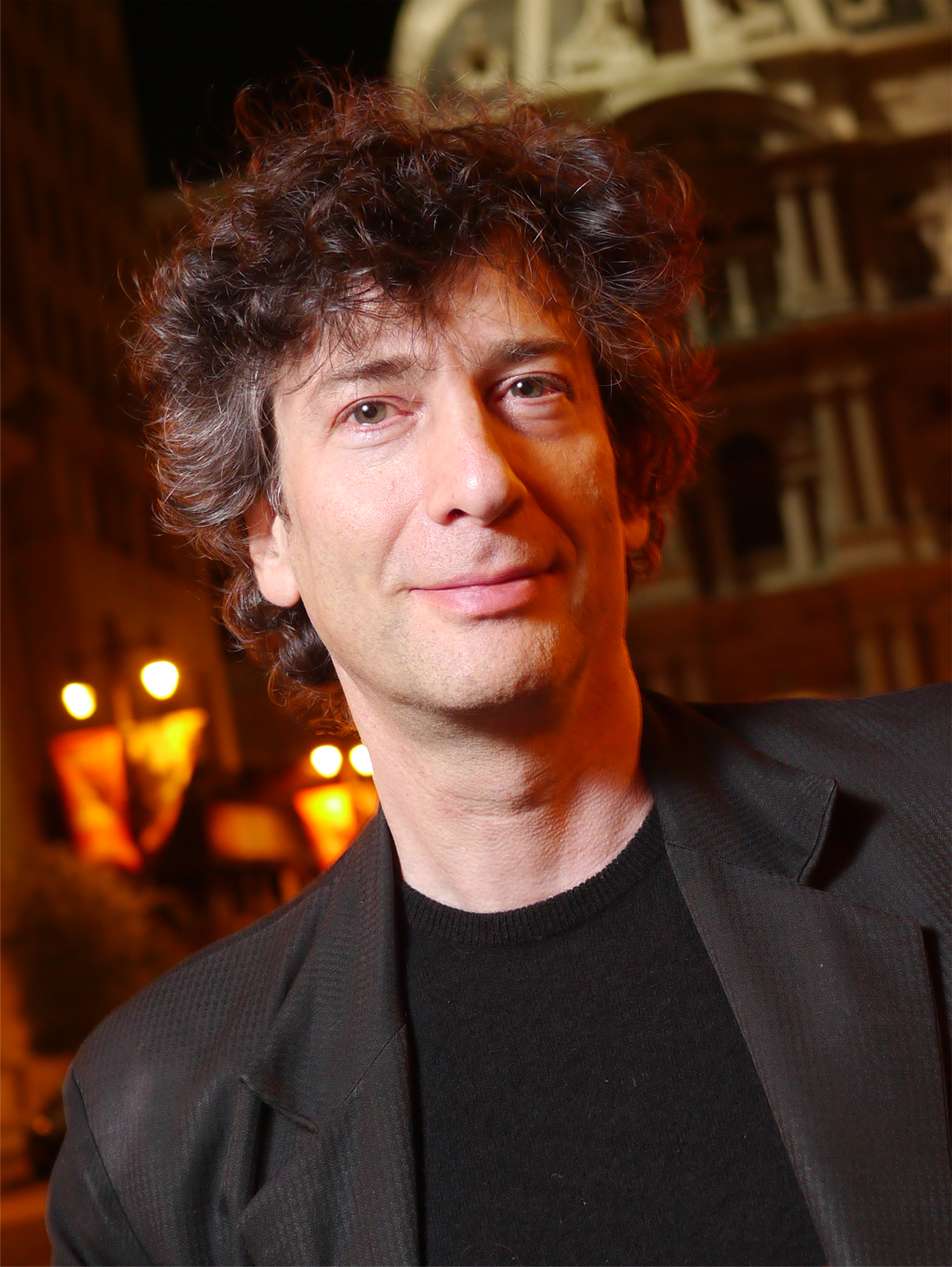
「ハウスの罠」は『ドクター・フー』で初めてニール・ゲイマンが執筆したエピソードである。

次代エグゼクティブ・プロデューサーのスティーヴン・モファットとの夕食で、脚本家ニール・ゲイマンはモファットに自分がエピソードを書いてもよいか質問した。インタビューでは、ゲイマンは「今までは誰も思いつかなかっただろうものを思いついた」と述べた。元々のタイトルは "The House of Nothing"で、ゲイマンが着手して "Bigger on the Inside" に変更した後6週間程度はこのままであったが、タイトルが "Bigger on the Inside" ではイドリスがターディスであるというサプライズが漏洩してしまうと製作チームが危惧し、さらに変更が加えられた。"The Doctor's Wife" は1984年の The Caves of Androzani に付けられたフェイクのタイトルでもあり、当時のプロデューサージョン・ネイサン＝ターナーはオフィスでの予想される漏洩を避けるために計画ボート上でタイトルを変更した。
ゲイマンは、1963年に番組が始まってから一度も製作されることのなかった、ターディス自体を中心にしたエピソードを製作チームに提案した。元々の計画ではドクターがターディスの中の敵に追われるというアイディアに焦点が当てられたが、後に複数の変更が加えられた。ドクターがターディスに詳しいため敵から逃れるのが容易になってしまうと考えたゲイマンはコンパニオンに焦点を当てる計画に変更し、単純な逃亡劇を避けるために特定のエイリアンよりもターディスを脅威にし、さらにこの攻撃の間にターディスの精神に起きたことをイドリスが説明するというアイディアも採用した。中心となるアイディアは、ドクターとターディスが共に歩くと何が起こるのか、という「もし～だったら」のシナリオだった。モファットはターディスを女性として描写するアイディアを気に入り、ドクターにとっての究極のラブストーリーになると確信した。
ゲイマンはマット・スミスが11代目ドクターにキャスティングされるよりも前にこのエピソードの執筆を始めていた。ゲイマンはスミスが先代のデイヴィッド・テナントと違う演技をすると知りつつ、初期草案でテナントが演じる様子を想像していたが、これにも拘わらず、台本に台詞の問題はなかった。本作は元々第5シリーズの第11話として予定されていたが、予算の問題で第6シリーズに先延ばしされ、第11話は「下宿人」に置き換えられた。しかしそれでも、ゲイマンは理想よりも少ない予算での運営を余儀なくされた。例えば、彼はターディスのプールを舞台とするシーンをボツにせざるを得ず、さらに自分でデザインしたモンスターではなくウードを使わなくてはならなかった。
第6シリーズへ移動したということは、第5シリーズのオリジナル枠では途中退場していたローリーが物語に登場することも意味した。ローリーが物語に組み込まれたため、ゲイマンはエイミーがターディスの中を逃げるエピソードの後半の形を変更せねばならなかった。コンパニオンがエイミーただ1人であったオリジナル草案では、ゲイマンはエイミーによる"心を裂くようなモノローグ"を取り入れていた。それはコンパニオンの視点から見た世界を論じたもので、エイミーが結婚し、怪物に食われ、死んだ後でもドクターは永遠に進み続けることが指摘されていた。ある時点でゲイマンは草案の書き直しに疲れ、モファットに助けを求めた。モファットはゲイマンの言う"最高の台詞"を書き、予算の問題が撮影のロケ地に悪影響を及ぼした際には素早く複数のシーンを書き直した

### キャスティング
2010年9月、サランヌ・ジョーンズが『ドクター・フー』第6シリーズにイドリス役でゲスト出演することが告知された。ジョーンズは『The Sarah Jane Adventures』のエピソード Mona Lisa's Revenge でモナ・リザ役を演じていた 『The Sarah Jane Adventures』に複数回出演した後、ジョーンズは"美しいが奇妙な風貌で極めて面白いという変わった女優"を探していたゲイマンから『ドクター・フー』に出演するよう依頼を受けた。その間にモファットはイドリスを「セクシーかつ母親のようでかつ完全に狂気的でかつ穏やか」であると表現した。台本の読み合わせの間、プロデューサーたちは彼女に北方や標準的な訛りではなく、ややドクターのように演じてほしかったため、「少しアクセントを無くす」ように依頼した。後に2011年3月には、マイケル・シーンも登場人物の声としてゲスト出演することがギランにより確かにされた。また、8代目ドクターのオーディオドラマ Time Works でザニス役を演じたエイドリアン・シラーも"おじさん"役で出演した。

### 撮影
「ハウスの罠」は第6シリーズに移されてからは第3話として予定されていたが、製作過程の間に順番が変更された。当初の製作は9月に行われ、ゲイマンも『Doctor Who Confidential』の撮影のため現場を訪れていた。追加の撮影は2010年10月に行われ、ゲスト出演者サランヌ・ジョーンズがグリーンスクリーンの特殊効果を撮影した。エイミーとローリーが逃げるシーンではコントロールルームの外のターディスが視聴者にも開示されており、これは長きに亘ってプロデューサーたちが実現したいと考えていたことであった。一連の廊下は将来的な利用も考えて建設・保存された。また、本作ではクリストファー・エクルストンとデイヴィッド・テナントが使用していた古いターディスのコントロールルームも登場した。ゲイマンは元々オリジナルシリーズのコンソールルームを再建したかったが、費用の関係で不可能だった。セットは「11番目の時間」の撮影の後も保存されていたが、それ以来 Doctor Who Experience の展示物になっていた。俳優アーサー・ダーヴィルは、古いセットの床がグレーターのような質であり、長時間その場に伏せていなければならなかった時は快適でなかったと指摘した。

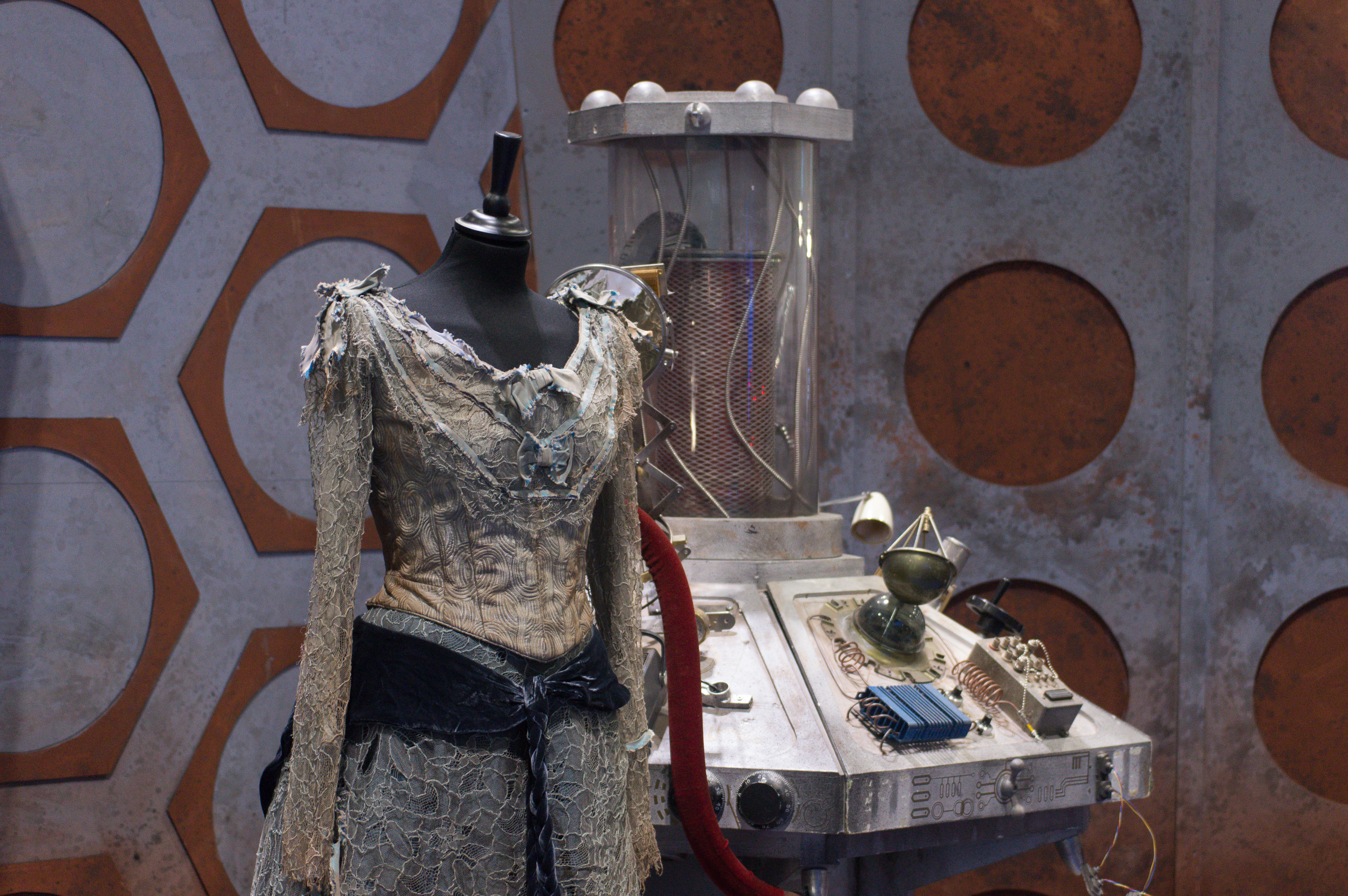
イドリスの衣装と間に合わせのターディス

「ハウスの罠」にはドクターとイドリスが操縦する間に合わせのターディスのコンソールも登場した。このコンソールは、子供向け番組『ブルー・ピーター』で開催された、家具に基づいたターディスを視聴者が想像するコンテストで優勝したトッドモーデン在住の女学生スザンナ・レイアがデザインしたものである。3つの年齢層のデザイン案がスミスにより選ばれ、レイアのデザインはモファットと第5シリーズの製作デザイナーのエドワード・トーマス、そして『ブルー・ピーター』の編集者ティム・レベルにより最終選考を突破した。第6シリーズの製作デザイナーであるマイケル・ピックウォードは、レイアのデザインが本作で求められる間に合わせのコンソールの状態だけでなく過去のターディスのガラクタ状態とまでもを捉えているとコメントした。レイアのデザイン図は、ターディスの製造にコートのハンガーを使うなど、製作チームが忠実に番組の小道具として再デザインした。レイアは『ブルー・ピーター』の企画により、制作中のセットや間に合わせのターディスのシーンの撮影ロケを見学でき、スミスや他の演者たちおよび製作スタッフとも会うことができた。2011年にはレイアのコンソールを元にした玩具も発売予定であった。ポケット宇宙の天体ハウスはカーディフの外の採石場で撮影された。

## 放送と反応
「ハウスの罠」はイギリスの BBC Oneとアメリカの姉妹局BBCアメリカで2011年5月14日に初放送された。イギリスでは問屋の視聴者数は609万人に達し、番組視聴占拠率は29.5%を記録した。これは放送日の夜ではITV1の『ブリテンズ・ゴット・タレント』とその後 BBC One で放送されたユーロビジョン・ソング・コンテスト2011に次いで3番目に高い記録であった。BARBによると、最終視聴者数は797万人、番組視聴占拠率は34.7%であった。Appreciation Index は87を記録した。
日本では『ドクター・フー ニュー・ジェネレーション』第2シリーズとして2016年8月から第6シリーズのレギュラー放送がAXNミステリーにて始まり、「ハウスの罠」は8月11日午後11時5分から前話「セイレーンの呪い」に続けて放送された。

### 批評家の反応
本作は肯定的に受け止められ、多くの批評家がターディス役のジョーンズの演技を称賛した。ガーディアン紙のダン・マーティンは「ワイルドなアイディアがこれだけ多く効果を現わせば、誤ることが余りにも簡単になってしまう……それでも本作はどの感覚においても完璧に仕上がっている」と述べ、特にサランヌ・ジョーンズについて「すっかり痺れるようだった」と絶賛した。後にマーティンは当時未放送の「ドクター最後の日」を除く第6シリーズのエピソードの中で本作を3番目に位置付けた。The A.V. Club は本作にAの評価を与え、「大変すばらしいエピソードで……クレバーなコンセプトと機知に富んだ会話で満たされた爽快で怖ろしい独創的な冒険だ」「シリーズで滅多に処理されることのなかった重要な関係が扱われている」と褒め称えた。彼はイドリス（ターディス）のキャラクター作りの器用さに感心し、この関係を「極めて感動的だ」と感じた。デイリー・テレグラフのギャヴィン・フラーはスミスとジョーンズおよびシーンの演技を称賛し、本作を「大いに面白い」と表現した。インデペンデント紙のニーラ・デブナスはゲイマンの「ロマンスと悲劇とホラーを混ぜ、シンプルな物語を伝えながら均衡を取ってみせている」とゲイマンを称賛したが、ローリーの死ぬことの多さを批判した。
SFXの批評家ラッセル・レウィンは「ハウスの罠」に5つ星のうち4つ半を与え、「止まらない陰謀ととにかく注意深く制御されたサスペンス」と評価した。彼は特にスミスのエネルギッシュな演技を絶賛し、「彼はテクニカラーの花火のように画面上でビシッ、シューと音を立てていて、彼が画面を飾る全てのシーンで輝いていた」と述べた。IGNのマット・リズレイは本作を10点満点で9点と評価し、「甘くて、知的で、変わっていて、感動的で、すっかり創造的で、筋金入りのファンと新規ファンのどちらもが理解できる。これは『ドクター・フー』だけでなく、最高のSFテレビ番組でもある」と論評した。また、彼はゲイマンの脚本についても「素晴らしく実行されたシンプルなアイディアだ」と称賛した。ラジオ・タイムズのパトリック・マルケーンは「見苦しい設定と気の狂った登場人物および独特の会話」で本作を好きになるか迷っていたが、最終的に魅了された。特に彼はターディスの内装を普段よりも多く見ることが出来た点を喜んだ。
デジタル・スパイのモーガン・ジェフェリーは本作を5つ星のうち4つ星として評価し、「完璧ではないが、その野心の粗探しをするなら切羽詰まることだろう」と述べた。彼はイドリス役のジョーンズの演技について「彼女の前半のエキセントリックな演技は楽しむというよりも嫌な印象を抱きがちだ」と批判したが、エピソードの後半では彼女の演技も落ち着いたと考えた。彼はカレン・ギランとダーヴィルが話の本筋にいないこともわずかな批判として挙げたが、彼らの演技そのものについては絶賛した。ジェフリーは本作の強みはプロットよりもむしろ登場人物にあると感じ、ハウスを倒す展開については少し残念なデウス・エクス・マキナだと指摘した。
2013年にチャーリー・コイルは "More than a Companion: "The Doctor's Wife" and Representations of Women in "Doctor Who"" というタイトルのエッセイを発表し、「ハウスの罠」と『ドクター・フー』における女性の表象について、イドリスの描写と本作の女性のエンパワーメントの試みを分析している。コイルはイドリスのキャラクター性を批評して、表面的に「イドリスはシリーズにおける女性表象で最も人の心を掻き乱す例なのかもしれない」と表現し、本作の彼女の具体化を批評した。また、彼女はドクターとイドリスが経験を共有していて、エピソードも彼らを平等なものとして描写しようと意図されているにも拘わらず、両者の関係が平等でないと批評した。一方、エミリー・キャペティニは対照的なエッセイを発表している。彼女はドクターとターディスの新たに作り出された原動力を称賛し、ターディスはドクターと平等な立場に昇華したとエッセイ "A boy and his box, off to see the universe": Madness, Power and Sex in "The Doctor's Wife" の中で述べた。
「ハウスの罠」は2011年ブラッドベリ賞、2012年ヒューゴー賞映像部門短編部門を受賞した。